# من قهرمان تو هستم
من قهرمان تو هستم (به هندی: Main Tera Hero به انگلیسی،  I Am Your Hero) فیلمی هندی در سبک رُمانتیک، اکشن و کمدی و محصول سال ۲۰۱۴ میلادی است.

## داستان
پسری چموش و تنبل (وارون دهاوان) عاشق دختری به نام (ایلیانا دی کروز) می‌شود ولی پسر کله‌شق دیگری به نام (آروندای سینگ)هم بدنبال این دختر است و با یکدیگر بر سروی این دختر مشاجره می‌کنند تا اینکه هر دو به عشقشان دست پیدا می‌کنند.